# Државни савјет (Финска)
Државни савјет (фин. valtioneuvosto, швед. statsrådet) службени је назив за владу у Финској.
Састоји се од државног министра (премијера) и ресорних министара који се званично називају члановима Државног савјета.
Године 1918, након стицања независности од Совјетског Савеза дотадашњи Сенат Финске постаје Државни савјет. Један од основних циљева реформе био је раздвајање правосуђа од извршне власти.

## Састав
| Позиција          | Ресор                               | Име и презиме             | Страначка припадност |
| ----------------- | ----------------------------------- | ------------------------- | -------------------- |
| Премијер          |                                     | Јурки Катајнен            | НК                   |
| Заменик премијера | финансије                           | Јута Урпилајнен           | СДП                  |
| министар          | Европа и спољна трговина            | Александер Стуб           | НК                   |
| министар          | државна управа и локална самоуправа | Хена Виркунен             | НК                   |
| министар          | пољопривреда и шумарство            | Јари Коскинен             | НК                   |
| министар          | економија                           | Јури Хакамиес             | НК                   |
| министар          | социјална питања и здравље          | Паула Рисико              | НК                   |
| министар          | спољни послови                      | Ерки Туомиоја             | СДП                  |
| министар          | просвета                            | Јука Густафсон            | СДП                  |
| министар          | рад                                 | Лаури Ихалајнен           | СДП                  |
| министар          | здравље и социјалне услуге          | Марија Гуценина-Рихардсон | СДП                  |
| министар          | стамбена питања и комуникација      | Криста Кијуру             | СДП                  |
| министар          | култура и спорт                     | Паво Архинмаки            | ЛА                   |
| министар          | транспорт                           | Мерја Кулонен             | ЛА                   |
| министар          | развој                              | Heidi Хаутала             | ЗЛ                   |
| министар          | животна средина                     | Виле Нинисто              | ЗЛ                   |
| министар          | правда                              | Ана-Маја Хенриксон        | ШНП                  |
| министар          | одбрана                             | Стефан Валин              | ШНП                  |
| министар          | унутрашњи послови                   | Паиви Расанен             | ХД                   |